# 龍沙亭
龍沙亭位於南昌德勝門的外龍崗上、北壇沿江之處。唐朝稱名為“清風亭”。明朝萬曆年間，江西布政使吳獻台、陸長庚移址重建。
《太平寰宇記》中記載南昌“洲北七里一帶，江沙甚白而高峻，左右居人時見龍跡”。這是因為每日當陽光照射沙丘之上時，亭處宛若遊龍，故旁人有“龍跡”現世之感。